# Zoropsis thaleri
Zoropsis thaleri är en spindelart som beskrevs av Levy 2007. Zoropsis thaleri ingår i släktet Zoropsis och familjen Zoropsidae. Inga underarter finns listade i Catalogue of Life.